# دانشگاه استراوا
دانشگاه استراوا (به لاتین: University of Ostrava) یک دانشگاه در جمهوری چک است که در استراوا واقع شده‌است.